# العباس بن الوليد العذري
العباس بن الوليد بن مزيد بن يزيد ، أبو الفضل العذري البيروتي (169 هـ - 270 هـ )، من رواة الحديث وهو ثقة، ولد سنة تسع وستين ومائة سمع أباه الوليد بن مزيد، وتفقه به، وكان مقرئا حاذقا بحرف ابن عامر، تلا على أبيه، قال إسحاق بن سيار: ما رأيت أحسن سمتا منه، مات في ربيع الآخر سنة سبعين ومائتين.

## روايته للحديث النبوي
- روى عن: أبيه الوليد بن مزيد وإبراهيم بن محمد بن أبي مالك، وأبي سعيد أخطل بن المؤمل الجبيلي، وسلام بن سليمان المدائني، وشعيب بن إسحاق، وصالح بن يزيد، وأبي مسهر عبد الآعلى بن مسهر، وعبد الحميد بن بكار البيروتي، وقرأ عليه القرآن، وعقبة بن علقمة البيروتي، وأبي جعفر محمد بن زاهر بن حرب بن أخي زهير بن حرب، ومحمد بن شعيب بن شابور، ومحمد بن عبد الله البجي، من أهل بج حوران، ومحمد بن عبد الوهاب بن هشام بن الغاز، ومحمد بن هقل بن زياد، وومحمد بن يوسف الفريابي، ومروان بن محمد الطاطري، ويوسف بن السفر.[4]
- روى عنه: أبو داود والنسائي، وأبو إسحاق إبراهيم بن عبد الرحمن بن مروان، وأحمد بن بجير قاضي واسط، وأبو العباس أحمد بن الحسين بن علي، وأبو الحارث أحمد بن سعيد ابن أم سعيد، وأبو الحسن أحمد بن عمير بن يوسف بن جوضى، وأبو الدحداح أحمد بن محمد بن إسماعيل التميمي، وأبو بكر أحمد بن محمد بن صدقة البغدادي، وأحمد بن المعلى بن يزيد القاضي، والحسن بن حبيب بن عبد الملك الحضائري، والحسن بن القاسم بن دحيم، وخيثمة بن سليمان الأطرابلسي، وصاعد بن عبد الرحمن النحاس، والعباس بن يوسف الشكلي، وعبد الله بن أحمد بن وهب الدمشقي المعروف بابن عدبس، وأبو بكر بن أبي داود ، وأبو بكر عبد الله بن محمد بن زياد النيسابوري، وعبد الله بن محمد بن وهب الدينوري، وعبد الله بن وهيب الغزي، وأبو زرعة عبد الرحمن بن عمرو الدمشقي، وعبد الله بن أبي حاتم محمد بن إدريس الرازي، وأبو بكر عبد الرحمن بن محمد بن العباس بن الدرفس، وعبد الصمد بن عبد الله بن عبد الصمد بن أبي زيد، وأبو زرعة عبيد الله بن عبد الكريم الرازي، وعلي بن عبد الله بن أحمد بن عبد الصمد بن هشام بن الغاز، وعلي بن محمد بن حفص، وعمر بن محمد بن بجير، وعمرو بن دحيم، وأبو عبد الله محمد بن إبراهيم ابن البطال الصعدي، وأبو بشر محمد بن أحمد بن حماد الدولابي، وأبو حاتم محمد بن دريس الرازي، وأبو بكر محمد بن بكار بن يزيد السكسكي قاضي بيت لهيا، ومحمد بن بركة برداعس، ومحمد بن جعفر بن محمد بن هشام بن ملاس النميري، وأبو بكر محمد بن خريم العقيلي، ومحمد بن عبد الله بن عبد السلام مكحول البيروتي، ومحمد بن عبد الله بن محمد الطائي الحمصي، ومحمد بن عبد الله الجوهري، ومحمد بن عمرو بن مسعدة البيروتي، ومحمد بن محمد بن سليمان الباغندي، ومحمد بن المعافى الصيداوي، وأبو العباس محمد بن يعقوب الأصم، ومحمد بن يوسف الهروي، وهشام بن أحمد بن هشام القارئ، ويعقوب بن سفيان الفارسي.[5] [6]

## أقوال العلماء فيه
الجرح والتعديل
- قال أبو حاتم الرازي: صدوق.
- قال أبو حاتم بن حبان البستي: كان من خيار عباد الله المتقنين في الروايات.
- قال أبو عبد الله الحاكم النيسابوري: ثقة.
- قال أحمد بن شعيب النسائي: ليس به بأس، ومرة: ثقة.
- قال إسحاق بن سيار النصيبي: ما رأيت أحسن سمتا منه.
- قال ابن أبي حاتم الرازي: صدوق ثقة.
- قال ابن حجر العسقلاني: صدوق عابد.
- قال الذهبي: صدوق.
- قال محمد بن عيسى بن الطباع: ذاك شيخ، صدوق، مسلم.
- قال مسلمة بن القاسم الأندلسي: ثقة مأمون فقيه.
- قال مصنفوا تحرير تقريب التهذيب: ثقة عابد، ولا نعلم فيه جرحا.